# Sharon Rooney
Sharon Rooney (Glasgow, 22 ottobre 1988) è un'attrice britannica. Nota come protagonista della serie TV My Mad Fat Diary, ha recitato anche in Sherlock, Dumbo e nella serie televisiva Two Doors Down.

## Filmografia

### Cinema
- Under the Skin, regia di Jonathan Glazer (2013)
- Dumbo, regia di Tim Burton (2019)
- Il visionario mondo di Louis Wain (The Electrical Life of Louis Wain), regia di Will Sharpe (2021)
- Barbie, regia di Greta Gerwig (2023)

### Televisione
- My Mad Fat Diary – serie TV, 16 episodi (2013-2015)
- Sherlock – serie TV, episodio 3x01 (2014)
- Two Doors Down – serie TV, 12 episodi (2016)
- The Tunnel – serie TV, 4 episodi (2017-2018)
- No Offence – serie TV, 4 episodi (2018)
- The Capture – serie TV, 6 episodi (2019)
- Jerk – serie TV, 8 episodi (2019-2021)
- Finding Alice – serie TV, 6 episodi (2021)
- McDonald & Dodds – serie TV, episodio 2x02 (2021)
- The Control Room – miniserie TV (2022)

## Doppiatrici italiane
Nelle versioni in italiano delle opere in cui ha recitato, Sharon Rooney è stata doppiata da:
- Elisa in Dumbo
- Marta Filippi in Barbie

## Riconoscimenti
- 2013 – BAFTA Scotland Award
  - Candidatura per la miglior attrice per My Mad Fat Diary